# Эмоционально-волевая сфера
Эмоциона́льно-волева́я сфе́ра (англ. emotionally volitional sphere) — это свойства человека, в том числе и врождённые, характеризующие содержание, качество и динамику его эмоций и чувств, в том числе способов их регуляции. Компонент эмоциональной устойчивости. Степень волевого владения человеком своими эмоциями.

## Подходы
Идею связи развития эмоций и других сторон личности, высказывал Л. С. Выготский. Говоря о развитии эмоций в детском возрасте, он отметил: «Это делает важным и понятным то, что было открыто с психологической стороны другими экспериментаторами, — теснейшую связь и зависимость между развитием эмоций и развитием других сторон психической жизни человека»
Эту идею развивает Е. О. Смирнова. Регулирующая роль правила, его осознание также в качестве условия предполагает участие эмоциональных процессов. «Чтобы правило стало действительно осознанным, оно должно стать эмоционально привлекательным, личностно значимым, оно должно стать мотивом действий ребенка. Открытие содержания правила (то есть его знание) и становление его эмоциональной привлекательности (то есть отношение к нему) должны происходить в неразрывном единстве. Только в этом случае правило может стать действительным мотивом и, следовательно, задавать правилу личностный смысл и побуждать к соответствующим действиям».
Сложности в осуществлении эмоционально-волевой регуляции на этом этапе связаны так же с неравномерным развитием отдельных сторон психики, принимающих активное участие в произвольной регуляции деятельности. Особо существенны в этом отношении отставания в развитии нравственных качеств личности тесно связанных с ними особенностей мотивации ведущей деятельности, самооценки (ее неустойчивость, неадекватность). Наряду с этим развитие воли тормозится доминированием психобиологических образований (свойств нервной системы, особенностей эмоциональности) над формированными психическими новообразованиями.
Интересный подход в понимании природы волевого усилия в регуляции деятельности развивает в настоящее время В. К. Калин. Он выделяет особую внутреннюю активность человека, проявляющуюся в наиболее простых случаях действия в виде волевых усилий, а в сложных условиях — как развёрнутое внутреннее действие по мобилизации ресурсов и организации психических процессов в соответствии с задачей, решаемой человеком. В. К. Калин считает, что эмоции обеспечивают общую мобилизацию всех систем организма, в то время как волевая регуляция обеспечивает избирательную мобилизацию психофизических возможностей человека. За волевой регуляцией закрепляется функция сознательного изменения степени «включения» эмоций. В. Н. Калин отмечает, что эмоциональная и волевая регуляции могут совпадать по направлению или создавать конкурирующие доминанты. Вместе с разделением рассматриваемых видов регуляции автор обращает внимание на их тесную связь.

## Формирование эмоционально-волевой сферы

### Дошкольный возраст
- Нормальное развитие. Интернализация норм и правил поведения; эмоциональная саморегуляция; побуждения и торможение действий регулируется реальными внешними стимулами. Внешняя произвольная регуляция сформирована; внутренняя произвольная регуляция продолжает свое развитие.
- Нарушенное развитие. Избирательно сформирована внешняя произвольная регуляция (реакция на яркие стимулы). Сопротивление предъявляемым требованиям; нарушение эмоциональной регуляции (импульсивность, лабильность), гиперактивность.

### Младший школьный возраст
- Нормальное развитие. Инициативность при выборе цели, самостоятельность; формируются произвольное внимание, направленное и устойчивое наблюдение, упорство в решении мыслительных задач. Преобладание произвольности волевой регуляции всех психических процессов.
- Нарушенное развитие. Неуравновешенность процессов возбуждения и торможения. Нарушение внимания порождает низкую успеваемость в процессе обучения, в других видах деятельности (высокий уровень переключаемости, низкий уровень точности). Минимальный уровень осознанности реакций в момент совершения действий свидетельствует о дефиците эмоционально-волевой регуляции, следствием чего является дезадаптивное поведение.

### Подростковый возраст
- Нормальное развитие. Развитие самосознания и самооценки, появляется чувство взрослости, идентификации с группой значимых сверстников, чувства собственного достоинства. Механизмы волевой регуляции недостаточно сформированы. Преобладание возбуждения над торможением, низкая выдержка, самообладание.
- Нарушенное развитие. Эмоциональная неустойчивость, напряжённость, повышенная возбудимость. Трансформация эмоциональных состояний проецируется в устойчивых шаблонах поведения, которые также носят бесконтрольный характер. Недостаточная настойчивость в деятельности, слабо регулируемая активность, импульсивность. Несамостоятельность, безответственность, трудности в организации и завершении поручений.[6][7]

## Компоненты эмоционально-волевой сферы
Эмоционально-волевая регуляция включает в себя и не вполне осознанные индивидом регуляторные компоненты, участвующие в качестве необходимых в ситуациях преодоления трудностей и препятствий на пути достижения цели. В таком случае, понятие эмоционально-волевой регуляции близко к понятию синтетического процесса психики, обеспечивающего функционирование регуляторного контура в ситуации трудностей и напряжения. Включение таких не полностью осознанных компонентов отделяет понятие эмоционально-волевой регуляции от понятия волевой регуляции.
В личностной структуре, эмпирически выявленной в нашем исследовании, представлены все необходимые для эффективной эмоционально-волевой регуляции компоненты: направленность личности, эмоции, воля.